# Takifugu poecilonotus
Takifugu poecilonotus és una espècie de peix de la família dels tetraodòntids i de l'ordre dels tetraodontiformes.

## Morfologia
- Els mascles poden assolir 20 cm de longitud total.[5][6]

## Hàbitat
És un peix demersal i de clima temperat.

## Distribució geogràfica
Es troba a Àsia: el Japó, el sud de Corea i Taiwan.

## Observacions
No es pot menjar, ja que és verinós per als humans.